# Stupe
Stupe is een plaats in de gemeente Žumberak in de Kroatische provincie Zagreb. De plaats telt 47 inwoners (2001).